# الكسندر سانشيز
الكسندر سانشيز (بالإسبانية: Alexander Sánchez)‏ (6 يونيو 1984 بليما في بيرو - ) هو مدرب كرة قدم ولاعب كرة قدم بيروفي في مركز الوسط. شارك مع منتخب بيرو لكرة القدم. أما مع النوادي، فقد لعب مع أليانزا ليما وخوان أوريتش وريونيغرو أغيلاس ونادي ميلغار أريكيبا وClub Deportivo Universidad de San Martín de Porres ‏ وUnión Comercio ‏ وسيزار فاليجو ‏ ونادي خوسيه جالفيز ‏ وLos Caimanes ‏ وGKS Bełchatów ‏ ونادي جامعة كاخاماركا التقنية ‏.

## وصلات خارجية
- الكسندر سانشيز على موقع الاتحاد الدولي (مؤرشف)  (الإنجليزية)
- الكسندر سانشيز على موقع قاعدة بيانات كرة القدم.إي يو (الإنجليزية)
- الكسندر سانشيز على موقع ناشيونال فوتبول تيمز (الإنجليزية)
- الكسندر سانشيز على موقع Soccerway.com (الإنجليزية)